# Druck (herb książęcy)
Druck (Drucki Książę) – polski herb książęcy.

## Opis herbu

### Opis współczesny
Opis skonstruowany współcześnie brzmi następująco:
Na tarczy o polu czerwonym miecz w słup, po jego bokach cztery złote księżyce po dwa z każdej strony narożami do siebie tworzące okręgi.
Całość otacza płaszcz heraldyczny, podbity gronostajem.
Płaszcz zwieńcza mitra książęca.

## Geneza
Herb książęcy ma przynależeć herbownym z powodu ich książęcego pochodzenia. Ruskie księgi rodosłowne wyprowadzają Druckich od kniaziów halickich, twierdząc, iż ich protoplastą był niejaki kniaź Michał, syn Romana Aleksandrowicza.
Józef Wolff na podstawie analizy siedzib tego rodu (Druck, Sokolnia, Tołoczyn, Ozercy, Hory, Prichaby, Zubrewicze, Sziszewo, Dudakowicze) leżących w północnej części dawnej guberni mohylewskiej (stanowiącej część księstwa połockiego) twierdzi, że Druccy pochodzą od Połockich. Tego samego zdania jest również Nikołaj Karamzin. Juliusz Ostrowski twierdzi, że Druccy mają wywodzić się od legendarnego Ruryka, prawdopodobnie właśnie z kniaziów połockich.

## Herbowni
Lista herbownych w artykule sporządzona została na podstawie wiarygodnych źródeł, zwłaszcza klasycznych i współczesnych herbarzy. Należy jednak zwrócić uwagę na częste zjawisko przypisywania rodom szlacheckim niewłaściwych herbów, szczególnie nasilone w czasie legitymacji szlachectwa przed zaborczymi heroldiami, co zostało następnie utrwalone w wydawanych kolejno herbarzach. Identyczność nazwiska nie musi oznaczać przynależności do danego rodu herbowego. Przynależność taką mogą bezspornie ustalić wyłącznie badania genealogiczne.
Pełna lista herbownych nie jest dziś możliwa do odtworzenia, także ze względu na zniszczenie i zaginięcie wielu akt i dokumentów w czasie II wojny światowej (m.in. w czasie powstania warszawskiego w 1944 spłonęło ponad 90% zasobu Archiwum Głównego w Warszawie, gdzie przechowywana była większość dokumentów staropolskich). Lista nazwisk znajdująca się w artykule pochodzi z Herbarza polskiego, Tadeusza Gajla (32 nazwiska). Występowanie na liście nazwiska nie musi oznaczać, że konkretna rodzina pieczętowała się herbem Druck. Często te same nazwiska są własnością wielu rodzin reprezentujących wszystkie stany dawnej Rzeczypospolitej, tj. chłopów, mieszczan, szlachtę. Jest to dotychczas najpełniejsza lista herbownych, uzupełniana ciągle przez autora przy kolejnych wydaniach Herbarza. Tadeusz Gajl wymienia następujące nazwiska uprawnionych do używania herbu Druck: 

Baba, Babicz, Bahrynowski, Burniewski, Czerkaski, Drucki, Dudakowski, Horski, Konopla, Lubecki,
Ojezierski, Osiemiatycz, Osowicki, Ossowicki, Ozierecki, Plaskowski, Prychabski, Puciatczyc, Siekira, Skoryna, Sokoliński, Szyszewski, Tołoczyński, Tołożyński, Widenicki, Wideniecki, Widynicki, Widyniecki, Zubrewicki, Zubrewicz, Zubrewiecki, Żorawowicz.

## Galeria

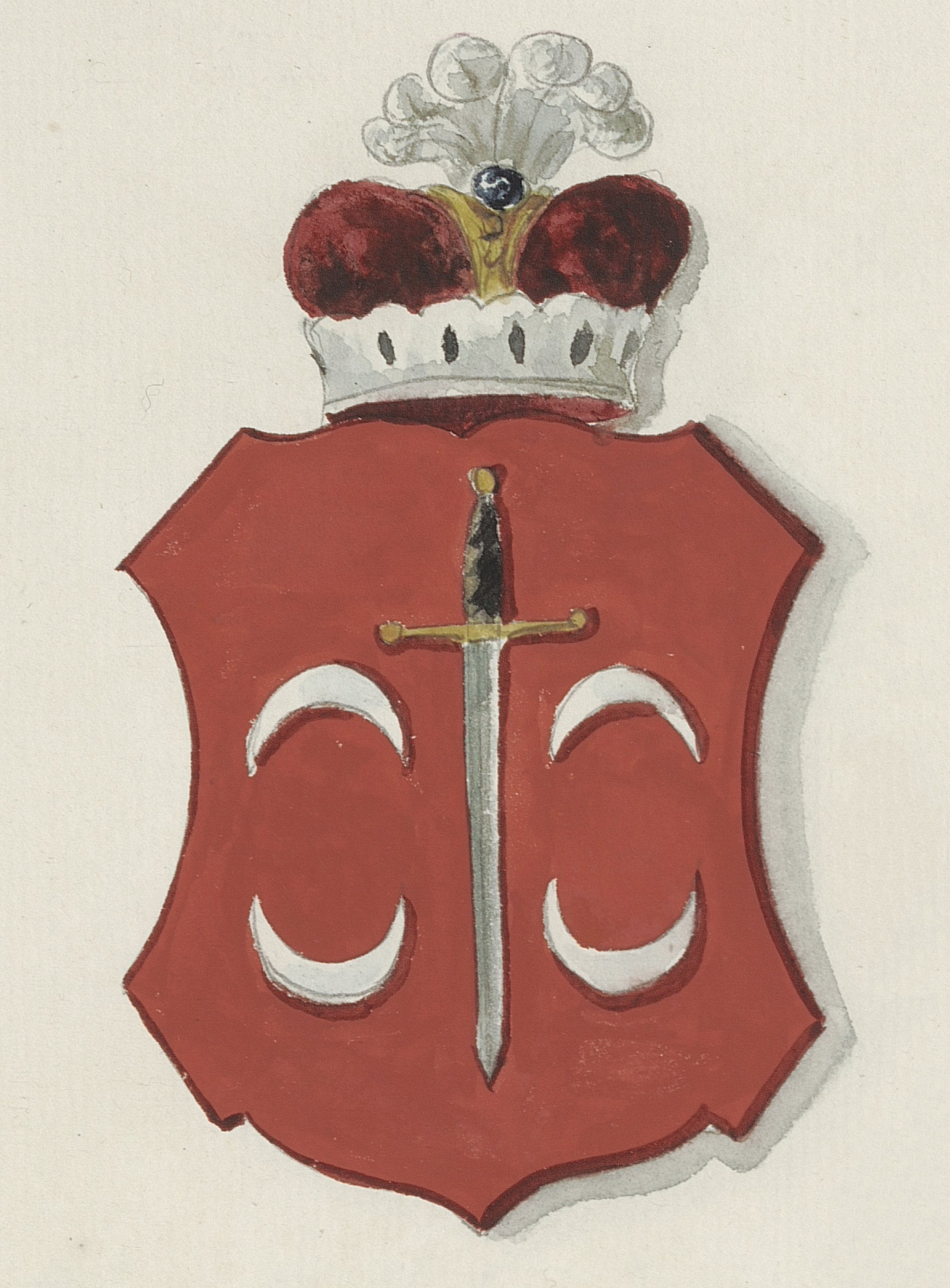
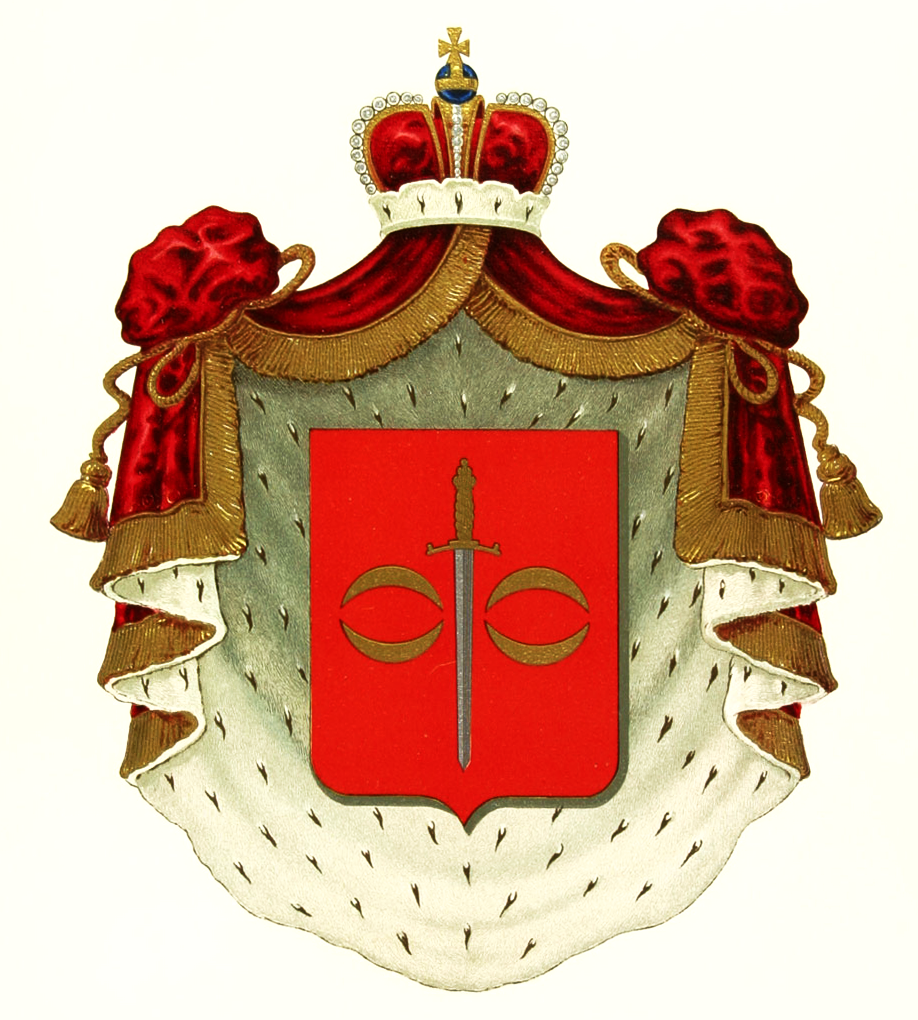